# Берковићи
Берковићи су насељено мјесто и сједиште истоимене општине у Републици Српској, БиХ.
На попису становништва 2013. године, Берковићи су према подацима Републичког завода за статистику Републике Српске имали 230 становника, а према подацима Агенције за статистику Босне и Херцеговине 247 становника.

## Географија
Највећи врх Парич је стратешки погодан за пренос телекомуникацијских сигнала. На климу Берковића утиче близина мора, рељеф, изложеност циркулацијама ваздуха, геолошки састав, тако да се мјешају средоземна и умјерено-континентална клима гдје су зиме благе, а љетне жеге ублажава стално струјање ваздуха. За ове просторе су карактеристични вјетрови бура и југо.
У Поткому се налази пећина Ратковача. Пећина није археолошки истражена сем једног дијела од стране мјештана. Испитани дио (око 2 километра) је испреплетан подземним ходницима, дворанама, пећинским језерима који су богато украшени пећинским накитом. Постоје индиције да је пећина била насељена у прошлости или је служила као склониште.
Непосредно поред пећине се налази водопад ријеке Опачице висине преко 150 метара. Изнад насеља Хатељи у стрмим литицама се налази тзв. Сунићка пећина дужине свега 300 метара. На самој граници са општином Столац, у Долу, из ломљеног кречњака извире ријека Брегава. Надморска висина врела износи 120 метара. За вријеме максималног водостаја бојењем воде у понорима Фатничког поља утврђена је веза са изворима Требишњице и Брегаве. Поред врела Брегаве налази се пут Билећа – Берковићи – Столац.

## Историја
Берковићи са својом околином обилују низом значајних културно-историјских споменика. Читаво подручје је археолошки слабо истражено.
На врху Стражевица (1.050 метара) који се уздиже изнад Дабарског поља, једна од три сестре по имену Стражевица изградила је себи цркву о којој се до данас испредају загонетне приче. Према народном предању на том мјесту данас се налазе остаци темеља у којима је затрпано злато. У мјесту Потком налазе се остаци Цркве светог Илије који потичу из 14. или 15. вијека. Ктитори ове цркве су били племићка породица Пићевићи. Црква је порушена послије доласка Турака од 1480. до 1490. године. Сачувани су само темељни зидови до 55 cm висине. И црква св. Тројице на Горици представља својеврстан културно-историјски споменик. Постоје још цркве на Трусини и у Љутом Долу.
Код Берковића се налази стари град Коштун (од лат. Кострум-логор), који датира из раног средњег вијека, грађен је најкасније у 10. вијеку. Град је имао 6 кула и около вертикални зид који је још уочљив. У општини се такође налазе некрополе стећака. Неке од већих се налазе у Дабрици (Црквине), Хатељима, Предољу, Поткому, Љубљаници, Долу, Коритнику, Брачићима, Блацима, Љутом Долу, Сузини.
У самом центру Берковића налази се споменик палим борцима и спомен-бисте народних хероја Саве Беловића и Данила Солдатића. Председник Републике Македоније Борис Трајковски погинуо је у ваздухопловној несрећи изнад Берковића 2004. године.

## Становништво
|             | 2013.        | 1991.        | 1981.        | 1971.        | 1961.        |
| Укупно      | 240 (100,0%) | 159 (100,0%) | 651 (100,0%) | 749 (100,0%) | 747 (100,0%) |
| Срби        | 238 (99,17%) | 147 (92,45%) | 611 (93,86%) | 744 (99,33%) | 738 (98,80%) |
| Хрвати      | 2 (0,833%)   | –            | 1 (0,154%)   | 1 (0,134%)   | 4 (0,535%)   |
| Остали      | –            | 8 (5,031%)   | 2 (0,307%)   | 2 (0,267%)   | –            |
| Бошњаци     | –            | 4 (2,516%)1  | 4 (0,614%)1  | –            | 4 (0,535%)1  |
| Југословени | –            | –            | 33 (5,069%)  | –            | –            |
| Црногорци   | –            | –            | –            | 1 (0,134%)   | –            |
| Македонци   | –            | –            | –            | 1 (0,134%)   | –            |
| Словенци    | –            | –            | –            | –            | 1 (0,134%)   |

1. 1 На пописима од 1971. до 1991. Бошњаци су пописивани углавном као Муслимани.

### Национални састав становништва мјесне заједнице Берковићи, 1991.

#### Апсолутна етничка већина
| насељено мјесто | укупно | Срби  | Муслимани | Хрвати | Југословени | остали |
| Берковићи       | 1.521  | 1.483 | 16        | 1      | 19          | 2      |
| укупно          | 1.521  | 1.483 | 16        | 1      | 19          | 2      |